# Hans van Rossum
Hans van Rossum (eigentlich J. C. van Rossum; * 1949) ist ein niederländischer Orgel- und Cembalobauer.

## Leben
Hans van Rossum war seit 1966 bei der Orgelbauwerkstatt K. B. Blank & Zn in Herwijnen beschäftigt. Dort lernte er alle Bereiche des Orgelbaus kennen, er spezialisierte sich auf die Intonation. Seit etwa 1969 wandte sich die Firma als eine der ersten in den Niederlanden verstärkt dem historischen Orgelbau der Barockzeit zu.
Hans van Rossum baute seit 1976 als Autodidakt auch Cembali. 1990 gründete er eine eigene Werkstatt in Andel, 2002 verlegte er diese nach Wijk en Aalburg.

## Arbeiten (Auswahl)
Hans van Rossum baut und repariert Orgeln und Cembalos nach historischen Vorbildern der Renaissance und des Barock.
Orgelneubauten
| Jahr | Ort                 | Gebäude                                    | Bild | Manuale | Register | Bemerkungen                                                         |
| ---- | ------------------- | ------------------------------------------ | ---- | ------- | -------- | ------------------------------------------------------------------- |
| 1998 | Prag Altstadt       | Hudební škola hlavního města (Musikschule) |      | II/p    | 9        | [ 1 ]                                                               |
| 1999 | Burgsteinfurt       | Kleine Kirche                              |      | I/P     | 11       | [ 2 ]                                                               |
| 2000 | Kleve               | Kleine Kirche                              |      | I       | 3        | Truhenorgel                                                         |
| 2001 | Mülheim-Heißen      | Evangelische Friedenskirche                |      | II/p    | 9        | [ 4 ]                                                               |
| 2002 | Essen-Holsterhausen | Melanchthonkirche                          |      | II/P    | 15       | 2014 wurde die Kirche geschlossen und verkauft, Verbleib der Orgel? |
| 2003 | Berlin-Wilmersdorf  | Universität der Künste, Seminarraum        |      | I/p     | 5        | Böhmische Orgel, nach historischem Instrument von 1704 aus Prag     |
| 2006 | Geldermalsen        | Hausorgel Thijssen                         |      | II/p    | 10       | [ 7 ]                                                               |
| 2009 | Saarn               | Dorfkirche                                 |      | II/P    | 15       | [ 8 ]                                                               |

Weitere Orgelarbeiten
| Jahr      | Ort              | Gebäude           | Bild | Manuale | Register | Bemerkungen |
| --------- | ---------------- | ----------------- | ---- | ------- | -------- | --- |
| 2004–2008 | Stralsund        | St.-Marien-Kirche |      |         |          | Beteiligung an der Restaurierung der Stellwagen-Orgel von 1659 mit Wegscheider: Herstellung neuer Zungenpfeifen, Klaviaturen und Registerknöpfe und Intonation |
| 2004      | Saal, Vorpommern | Dorfkirche        |      | II/P    | 14       | Restaurierung und Rekonstruktion der Kersten-Orgel von 1780 |